# Hans von Hallwyl (Politiker)

Hans von Hallwyl (Hallwyl’sches Museum, Stockholm)

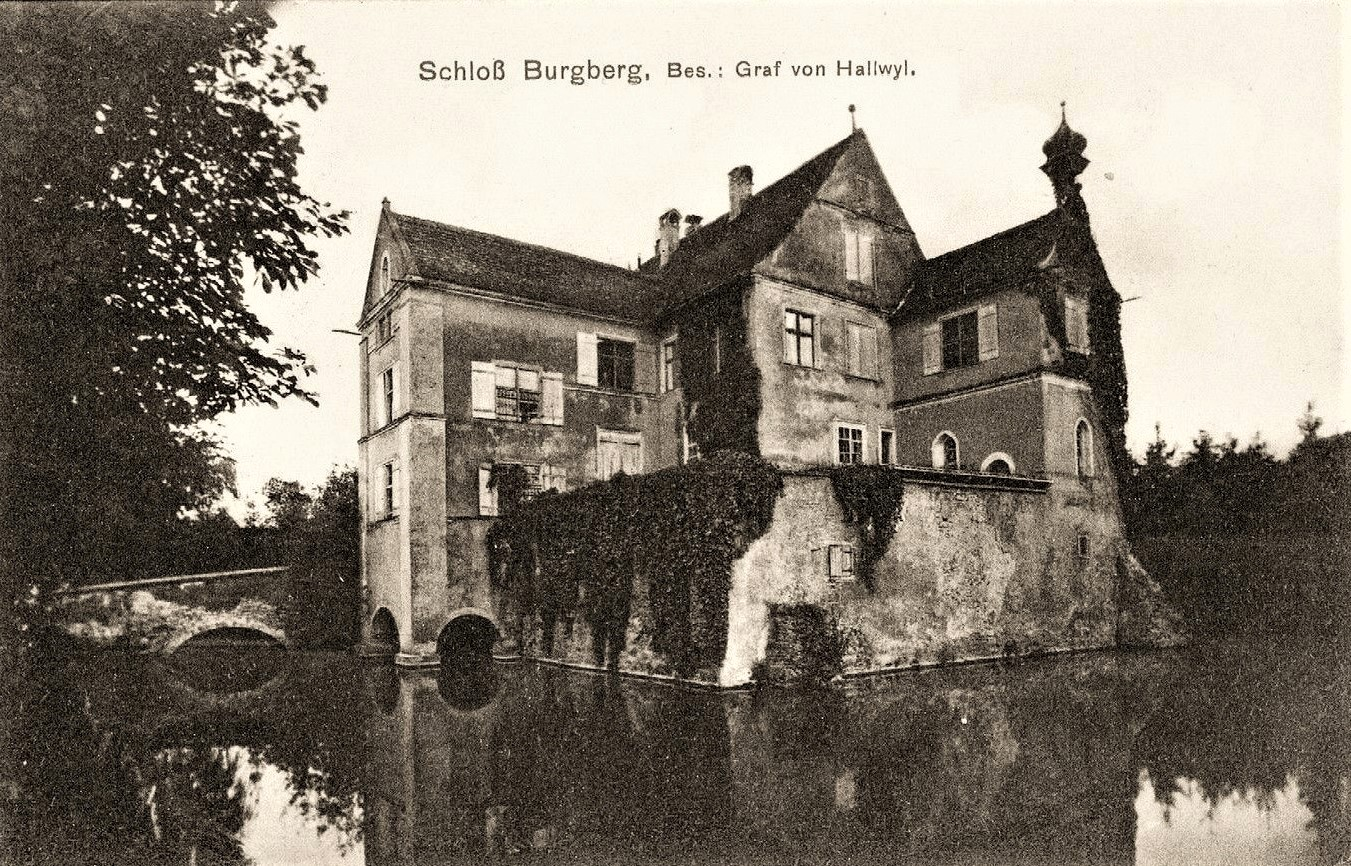
Schloss Burgberg bei Überlingen um 1888

Hans Theodor Hugo von Hallwyl (* 28. Dezember 1835; † 16. Juni 1909 in Überlingen; heimatberechtigt in Bern und Brugg) war ein Schweizer Politiker. Von 1866 bis 1875 war er Regierungsrat des Kantons Aargau.

## Biografie
Der Sohn des Kunstförderers Theodor von Hallwyl entstammte väterlicherseits der aargauisch-bernischen Familie von Hallwyl, die sich bis ins 12. Jahrhundert zurückverfolgen lässt. Seine Mutter war Martarethe Cäcilie geb. von Imhoff (1815–1893), Erbtochter der bernischen Patrizierfamilie Im Hoff (Imhoff). Seinen Schulunterricht erhielt Hallwyl von reformierten Geistlichen, u. a. Jacob Kirchner. Anschliessend studierte er Geologie an den Universitäten Bern und Berlin. 1861 heiratete er Esther von May von Rued, die Tochter des Friedrich Amadeus Sigmund von May und der Julie von May von Rued. Die Tochter brachte Schloss Rued und das Weingut Belletruche in die Ehe ein. 
Im Militär stieg Hans von Hallwyl zum Oberstleutnant auf. Er stand dem Altliberalismus nahe und pflegte einen aristokratischen Lebensstil. 1863 wurde er in den Grossen Rat gewählt. Drei Jahre später folgte die Wahl in die Kantonsregierung. Er gehörte ihr bis 1875 an und leitete während dieser Zeit das Militärdepartement und das Baudepartement. Nachdem Hans von Hallwyl bereits in den 1860er Jahren verschiedene Umbau- und Sanierungsarbeiten am Schloss Hallwyl in Angriff genommen hatte, liess er von 1871 bis 1873 umfangreiche Umbauten in neugotischem Stil vornehmen. Die Gründerkrise trieb ihn 1874 in den Konkurs, woraufhin er das Schloss seinem in Stockholm lebenden Bruder Walther verkaufte. 
Einige Jahre war er in Serbien im Eisenbahnwesen tätig. 1879 liess er sich scheiden und heiratete 1882 die Österreicherin Hedwig Styx. Mit ihr verbrachte er seinen Lebensabend auf Schloss Burgberg bei Überlingen.